# صدای یک گل
صدای یک گل (به کره‌ای: 도리화가) محصول سینمایی کشور کره جنوبی در سال ۲۰۱۵ می‌باشد. این فیلم با ژانر تاریخی بر اساس زندگی جین چه سون ساخته شده‌است که در سال ۱۸۶۷ در زمان پادشاهی چوسان به عنوان اولین خواننده زن پانسوری درآمد. در شرایطی که زنان از خواندن در ملاء عام یا اجرای صحنه ممنوع بودند جین زندگی خود را با پوشیدن لباس مردانه به خطر می‌اندازد. این فیلم بر رابطه بین جین و استاد پانسوری او، شین جه هیو تمرکز دارد. اسم کره‌ای این فیلم «دوری هاگا» نام آهنگی است که شین جه پس از اینکه جین خواننده دربار شد، در مورد او نوشت.
این فیلم توسط لی جونگ پیل کارگردانی شده‌است همچنین او فیلمنامه این فیلم را با همکاری کیم آه یونگ نوشته‌است. به سوزی، که نقش جین چه سون را بازی می‌کند، به مدت یک سال دربارهٔ پانسوری مطالعه کرد تا برای این نقش آماده شود. ریو سونگ ریونگ نقش استاد پانسوری جین چه سون همان شین جه هیو را بازی می‌کند. کیم نام گیل نقش پدر پادشاه و نایب السلطنه را ایفا می‌کند (هیونگسان) و سونگ سه بیوک خواننده معروف پانسوری در نقش کیم سجونگ ایفای نقش می‌کند. لی دونگ هوی و آن جه هونگ نقش شاگردان شین را بازی می‌کنند.

## خلاصه داستان
جین چه سون (به سوزی) یتیمی است که در دوران پادشاهی چوسان در سال ۱۸۶۷ توسط یک گیشا پرورش یافته‌است. او در حالی که از اجرا و گوش دادن به دروس پانسوری در مدرسه لذت می‌برد تنها و مخفیانه آواز می‌خواند. او از استاد پانسوری شین جه هیو (ریو سونگ ریونگ) درخواست می‌کند که به او نیز آموزش دهد. شین جه هیو بلافاصله درخواست او را رد می‌کند زیرا زنان مجاز به یادگیری پانسوری و اجرای عمومی نیستند. او سپس با پوشیدن لباس مردانه، خود را مبدل می‌کند اما دوباره رد می‌شود.
وقتی شین این خبر را می‌شنود که پدر پادشاه و فرمانروای چوسان، هیونگسان (کیم نام گیل) قصد دارد یک مسابقه ملی پانسوری را برگزار کند، نظر خود را تغییر می‌دهد و تصمیم می‌گیرد که جین را برای این مسابقه آموزش دهد. با این حال، هیچ‌کس نباید بفهمد که جین یک زن است در صورتی که کسی از این راز با خبر شود سرنوشت هر دوی آن‌ها با مرگ روبرو خواهد شد. پس از یک دوره آموزش، جین چه سون «چون‌هیانگ‌گا» را در کاخ اجرا می‌کند. هیونگسان از عملکردش مسحور می‌شود و تصمیم می‌گیرد او را در کاخ نگه دارد. شین جه هیو سپس متوجه می‌شود که چقدر جین چه سون را دوست دارد و «دوری هاگا» را ترسیم می‌کند تا اشتیاق خود را برای شاگردش بیان کند.

## بازیگران
- ریو سونگ ریونگ در نقش شین جه هیو
- به سوزی در نقش جین چه سون
- کیم نام گیل در نقش هونگ‌سون (فرمانروای چوسان)
- سونگ سه بیوک در نقش کیم سجونگ
- لی دونگ هوی در نقش چیل سانگ (شاگرد شین جه هیو)
- آن جه هونگ در نقش یونگ بوک (شاگرد شین جه هیو)
- کیم ته هون در نقش مقام سطح پایین
- شین چول جین در نقش مقام دولتی
- کیم سو جین در نقش مادر جین چه سون

## پخش و بازخورد

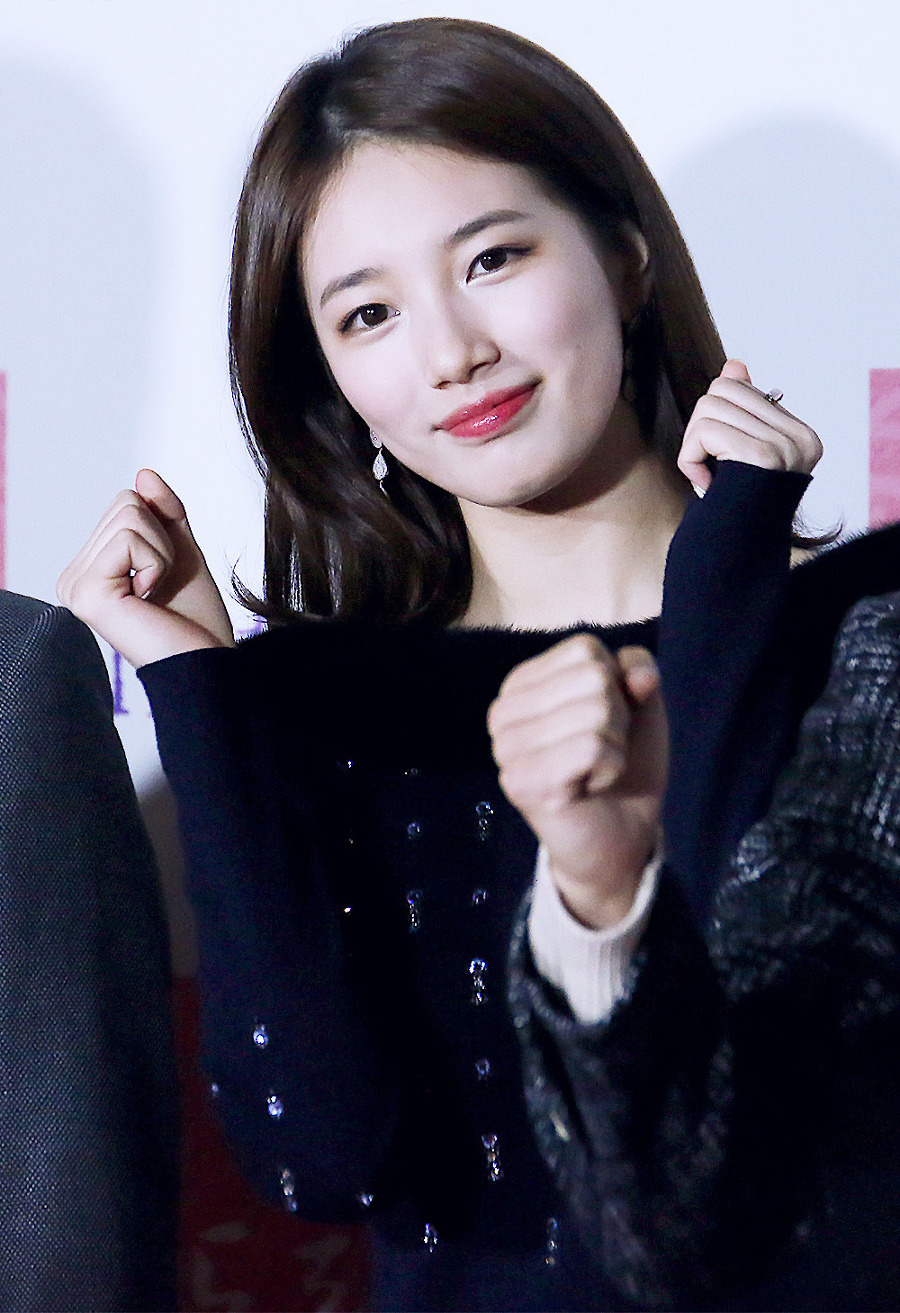
به سوزی در اولین کنفرانس خبری فیلم صدای یک گل در ۲۳ نوامبر ۲۰۱۵.

این فیلم در تاریخ ۲۵ نوامبر ۲۰۱۵ در کره جنوبی اکران شد. به دلیل بازیگران پر مخاطب مورد انتظار گسترده بود و بیشترین رزرو بلیط را داشت. با این حال، این فیلم رتبه چهارم در گیشه را به دست آورد و در آخر هفته افتتاحیه خود فقط ۲۴۵۰۰۰ بیننده را به خود جلب کرد. ناظران صنعت این امر را ناشی از "داستان خسته‌کننده " فیلم می‌دانند.
لی می جی از روزنامه کوریا اکونومیک دیلی دلیل اصلی خسارت فیلم و «رکود» را در نیمه دوم فیلم دانست. این فیلم به جای تمرکز بر روی داستان زندگی جین، بر روی رابطه عاشقانه بین جین چه سون و شین جه هیو متمرکز بود.
این فیلم در آخر هفته دوم خود در جایگاه سیزدهم قرار گرفت و در آن زمان در مجموع ۳۰۰۷۲۹ بلیط فروخته شده بود و درآمد آن ۲٫۱ میلیارد پوند (۱٫۸ میلیون دلار آمریکا) بود.
این فیلم بیشتر مورد انتقادات منفی منتقدان قرار گرفت و آنها از ویرایش، فیلمنامه و همچنین عملکرد سوزی انتقاد کردند. جین یون سو از کره در روزنامه ملی روزانه نقد و بررسی مختصری به فیلم داد. او از عملکرد سوزی تمجید کرد، اما برخی از جنبه‌های فیلمنامه را مورد انتقاد قرار داد و گله کرد که «از جایی به بعد مسیر فیلم جین چه سون به سوزی تبدیل شده بود».

## جوایز و نامزدها
| سال  | مراسم                               | عنوان جایزه                | گیرنده  | نتیجه |
| ---- | ----------------------------------- | -------------------------- | ------- | ----- |
| ۲۰۱۶ | ۵۲مین مراسم اهدای جوایز هنری بکسانگ | محبوب‌ترین بازیگر زن (فیلم) | به سوزی | برنده |